# Slaven Dobrović
Slaven Dobrović (Zadar, 29. kolovoza 1967.) hrvatski je političar, glavni tajnik stranke Dom i nacionalno okupljanje te bivši ministar zaštite okoliša i energetike Republike Hrvatske u 14. Vladi Republike Hrvatske.

## Životopis
Slaven Dobrović rođen je u Zadru 29. kolovoza 1967. godine. Diplomirao je 1993. na Fakultetu strojarstva i brodogradnje Sveučilišta u Zagrebu, na procesno-energetskom smjeru. Za najbolji studentski rad je 1992. godine Dobio Rektorovu nagradu. Magistrirao je 1998. godine obranom rada pod naslovom “Tehnološke mogućnosti sniženja sadržaja organskih tvari u vodama nekih sjeverno hrvatskih izvorišta”. Doktorirao je 2002. godine obranom disertacije “Analiza postupaka razgradnje organskih tvari u vodi primjenom UV zračenja”.
Od jeseni 1993. zaposlen je kao znanstveni novak na Zavodu za energetska postrojenja, najprije na projektu “Otplinjavanje i utjecaj plinova na karakter vode”, a zatim na projektu “Tehnološki procesi u sustavu obrade voda”. Od 2002. godine istraživač je na projektu “Istraživanje procesa tehnološke obrade voda”, a isto tako i savjetnik na projektu “Problematika unosa alohtonih organizama brodovima” Ministarstva znanosti i tehnologije RH. Od 2007. godine kao istraživač sudjeluje u znanstvenom projektu “Ekološka prihvatljivost i učinkovitost suvremenih postupaka u obradi voda”.
Glavna područja znanstvenog interesa uključuju područje voda (napredni oksidacijski procesi, dezinfekcija te obrada brodskih balastnih voda) i zaštita okoliša, posebno razvoj i primjena ekološki zasnovanih sustava gospodarenja otpadom. Od siječnja 2010. imenovan je voditeljem Katedre za inženjerstvo vode i okoliša Fakulteta. Iste godine izabran je u izvanrednog profesora na Fakultetu strojarstva i brodogradnje.
Godine 2011. dobitnik je Medalje za posebne zasluge na unaprjeđenje rada, razvoja i promociju Fakulteta strojarstva brodogradnje Sveučilišta u Zagrebu. Član je radne grupe za odobravanje tehnologija obrade vodenog balasta i certifikaciju brodova Nacionalnog foruma za provedbu projekta “GloBallast Partnerstvo 2007. – 2012”.
Član je "International Water Association" (IWA), "Hrvatskog društva za zaštitu voda i mora" i "Hrvatske gorske službe spašavanja". Osim hrvatskoga govori i engleski i francuski.
Oženjen je suprugom Agnezom s kojom ima sedmero djece. Praktični je vjernik katolik.
Godine 2020. napušta Most i pridružuje se Domovinskom pokretu te zauzima mjesto u VII. izbornoj jedinici na parlamentarnim izborima te godine.
U rujnu 2024. formalno izlazi iz Domovinskog pokreta. Kasnije istoga mjeseca s bivšim članovima Domovinskoga pokreta osniva stranku Dom i nacionalno okupljanje (DOMiNO) te postaje glavni tajnik.

## Vanjske poveznice
- Službene stranice Vlade RH